# Sundasciurus fraterculus
Sundasciurus fraterculus es una especie de roedor de la familia Sciuridae.

## Distribución geográfica
Es  endémica de las islas Mentawai (Indonesia).